# Вулиця Юрія Липи (Нікополь)
Вулиця Юрія Липи — вулиця у місті Нікополь. Пролягає від проспекту Трубників до вулиці Петра Калнишевського.

## Історія
2023 року Нікопольська міська рада перейменувала вулицю Надьожкіна на честь українського поета Юрія Липи.